# Brasserie Fort Lapin
 (avril 2021).
Si vous disposez d'ouvrages ou d'articles de référence ou si vous connaissez des sites web de qualité traitant du thème abordé ici, merci de compléter l'article en donnant les références utiles à sa vérifiabilité et en les liant à la section « Notes et références ».
La Brasserie Fort Lapin (en néerlandais : Brouwerij Fort Lapin) est une brasserie artisanale belge située à Bruges en province de Flandre-Occidentale. Elle produit les bières Fort Lapin.

## Histoire
Fin de l'année 2011, Kristof Vandenbussche, directeur d'une entreprise dans le domaine de la réfrigération, passionné de bières et autodidacte, décide de créer sa propre brasserie. Il acquiert et aménage des installations propres au brassage à Bruges. La première bière produite est la Fort Lapin 8 Tripel. Kristof Vandenbussche donne le nom de Fort Lapin à sa brasserie ainsi qu'aux bières qu'il brasse en référence à la forteresse érigée en 1664 à la limite du centre historique de Bruges et à proximité de l'entreprise. 
La brasserie se trouve au n° 32 de Koolkerkse Steenweg, au nord-est et à proximité du centre historique de Bruges et non loin du canal de Damme.

## Bières
La brasserie produit trois bières :
- Fort Lapin 6 Dubbel, une bière blonde double titrant 6 % en volume d'alcool (étiquette rouge)
- Fort Lapin 8 Tripel, une bière blonde triple titrant 8 % en volume d'alcool (étiquette blanche)
- Fort Lapin 10 Quadrupel, une bière brune quadruple titrant 10 % en volume d'alcool (étiquette noire) et composée de 8 malts différents

Ces bières utilisent du houblon belge et portent le label "Belgische Hop-Houblon Belge–Belgian Hops".
L'étiquette de ces bières reprend simplement le nom Fort Lapin en lettres majuscules avec des oreilles de lapin au-dessus du O.